# عباس‌آباد (چهارگنبد)
عباس‌آباد یک روستا در ایران است که در دهستان چهارگنبد شهرستان سیرجان واقع شده‌است.